# آزاسیکلونول
آزاسیکلونول (انگلیسی: Azacyclonol) داروی است که در دهه ۱۹۵۰ میلادی در اروپا برای درمان اسکیزوفرنی استفاده میشد، اما به دلیل اثربخشی نامطلوب دیگر کاربرد ندارد.